# TATOO
TATOO／多東康孝（たとう やすゆき）は、日本のミュージシャン、作曲家、編曲家、音楽プロデューサー。
北海道出身。PAPA-X所属。

## 略歴
1995年、KAITAのキーボーディストとしてデビューし、作曲、編曲、キーボード、コーラスなどを担当。
バンドの活動を中心にアレンジ、CM音楽などを多数手がける。
2000年、PAPA-Xと契約しプロデュース活動を開始する。

## 作品

### 作曲・編曲
- 池田綾子
  - 「はなびら」「僕たちのTomorrow」「白いギフト」
- 石井竜也
  - 「日時計」「FULCRUM」
- 華原朋美
  - 「Keep On Running」
- 上木彩矢
  - 「crossover」「AGAIN」
- 手嶌葵
  - 「ワインとアンティパスト」
- U-Kiss
  - 「Redial」「A Shared Dream」「The Sound of Magic」

ほか

### 作曲
- 関智一
  - 「ゆるされた夏」

ほか

### 編曲
- 雨宮天
  - 「月灯り」
- 池田綾子
  - 「そっとキスをしよう」「I will」「愛の言葉」「朝陽の中で」「星降る森」「プリズム」「空の欠片」「旅人」「道ゆく空」「Timeless」「深呼吸ひとつ」「三日月」「Silver moon」「穏やかな恋」「Life ～Acoustic Session～」
- 石井竜也
  - 「君に戻ろう」「雲」「出逢い」「瞳の理由」「始めてみよう」「君に戻ろう」「再会」「言葉にしないで」「君が来る日」「桜の道]」「夢だけの頃」「紺碧の街」「夜景飛行」「恋人たちの歌」「遠い出来事」「誘惑」「I LOVE YOUR WAY」「[PENDULUM」「旅の途中で」「YOU FARAWAY」「雨上がりの二人」「潮騒」「DARKNESS FIELD」「GENTLE KISS」「夜明け」「ENDLESS」「ユレテ・ユルシテ」「THE PENDULUM OF LIFE」「裏切り」「愛色」「EARLY BRUNCH」「印象派夕景」「そういうもんさ」「蒼の思い出」「ARIGATO」「WALKING feat.PEABO BRYSON」「はなひとひら」「愛してる」「つよくいきよう」「RAIN SONG」「朱」「花の原」「オモイビト」
- 石丸幹二
  - 「最後のダンス (エリザベート)」「ひとかけらの勇気 (スカーレット・ピンパーネル)」
- 市井紗耶香
  - 「４Ｕ～ひたすら～」
- INORAN
  - 「I wish I had never met you (far north mix)」
- URATA NAOYA
  - 「UNCHANGED」
- Kaco
  - 「フォリア」「彼女と・・・」「Cloud Sugar」「ためいき」「U」
- 華原朋美
  - 「あきらめましょう」
- クレモンティーヌ
  - 「ロマンティックあげるよ」「とんちんかんちん一休さん」
- 沢井美空
  - 「HELLO」「こんな世界、知りたくなかった。」「カラフル。」「command Q」
- JUNO
  - 「Ring」
- スーザン・ボイル
  - 「上を向いて歩こう」
- Springs
  - 「Identified」
- 高杉さと美
  - 「旅人」
- Chino
  - 「PAIN」「TIME UP!」
- 手嶌葵
  - 「ちょっとしたもの」「明日への手紙」「想秋ノート」「白い街と青いコート」
- TETSU69
  - 「wonderful world OD mix」
- 東京女子流
  - 「十字架 TATOO MIX」「ひぐらしのなく頃に」「グロウアップ」「Raven」「Sexy Sexy,」「feels like 'HEAVEN'」
- 中川翔子
  - 「ロマンティックあげるよ」「残酷な天使のテーゼ」「ありがとうの笑顔」
- 乃木坂46
  - 「おいでシャンプー」「涙がまだ悲しみだった頃」「人間という楽器」「吐息のメソッド」「立ち直り中」
- ハッピー7
  - 「幸せビーム！好き好きビーム！」
- 藤澤ノリマサ
  - 「You may cry ～それがあふれる涙なら」
- 藤本美貴
  - 「幼なじみ」
- 星井七瀬
  - 「ガラスのクツ〜なっちゃん (jelly fish remix)」
- 宮本笑里
  - 「SOLA」
- モーニング娘。
  - 「ちょっとイカした PURE BOY」「がんばっちゃえ!」
- U-Kiss
  - 「We Set off!!」「Distance...」「Spring Rain」

ほか

### アルバムプロデュース
- エリック・マーティン
  - 「MR.VOCALIST」「MR.VOCALIST2」「MR.VOCALIST X’MAS」「MR.VOCALIST3」「MS.VOCALIST」
- デボラ・ギブソン
  - 「MS.VOCALIST」
- メイヤ
  - 「アニメイヤ〜ジブリ・ソングス」

ほか

### 劇伴
映画「学校の怪談 呪いの言霊」